# José María Bustillos
José María Bustillos (Tacubaya, Ciudad de México, México, 6 de septiembre de 1866; Toluca, México, 20 de junio de 1899) fue un poeta mexicano, profesor en el Instituto Científico y Literario desde un año antes de su muerte.

## Primeros años
Nacido en el seno de una familia de farmacéuticos reconocida en la Ciudad de México, fue alumno de Ignacio Manuel Altamirano en la Escuela Nacional Preparatoria. Publicó sus primeros textos en la Revista Azul, de Ignacio Manuel Altamirano, en el Siglo XIX y en otros diarios de la Ciudad de México.

## Sociedades
Perteneció al Liceo Mexicano, donde frecuentó a Ángel del Campo "Micrós"

## Vida familiar
Fue pareja sentimental de Margarita de la Peña, hermana de Rosario de la Peña, la musa de Manuel Acuña (véase "Nocturno a Rosario").

## Poemas
- "Las rocas del lago"
- "La gruta de Cicalco"[2]

## Honores

### Eponimia

#### Calles
En la colonia Algarín de la Ciudad de México hay una calle con su nombre.